# خوسيه داماساثنو
خوسيه داماساثنو هو لاعب كرة قدم برازيلي في مركز الوسط، ولد في 13 يوليو 1970 في سلفادور في البرازيل. لعب مع نادي سيلايا.